# Halowe Mistrzostwa Europy w Lekkoatletyce 1989 – bieg na 200 m kobiet
Bieg na 200 metrów kobiet – jedna z konkurencji biegowych rozgrywanych podczas halowych lekkoatletycznych mistrzostw Europy w  hali Houtrust w Hadze. Eliminacje i bieg finałowy zostały rozegrane 19 lutego 1989. Zwyciężyła reprezentantka Francji Marie-José Pérec. Tytułu zdobytego na poprzednich mistrzostwach nie broniła Ewa Kasprzyk z Polski.

## Rezultaty

### Eliminacje
Rozegrano 2 biegi eliminacyjne, do których przystąpiło 9 biegaczek. Awans do finału dawało zajęcie jednego z pierwszych trzech miejsc w swoim biegu (Q).
Opracowano na podstawie materiału źródłowego.

#### Bieg 1
| Miejsce | Zawodniczka       | Czas  | Uwagi |
| ------- | ----------------- | ----- | ----- |
| 1       | Marie-José Pérec  | 23,16 | Q     |
| 2       | Jennifer Stoute   | 23,50 | Q     |
| 3       | Sabine Tröger     | 23,76 | Q     |
| 4       | Cwetanka Iliewa   | 34,86 |       |
| 5       | Ingrid Verbruggen | 24,37 |       |

#### Bieg 2
| Miejsce | Zawodniczka      | Czas  | Uwagi |
| ------- | ---------------- | ----- | ----- |
| 1       | Regula Aebi      | 23,71 | Q     |
| 2       | Tatjana Papilina | 23,82 | Q     |
| 3       | Sisko Hanhijoki  | 23,86 | Q     |
| 4       | Maria Fernström  | 24,47 |       |

### Finał
Opracowano na podstawie materiału źródłowego.
| Miejsce | Zawodniczka      | Czas  | Uwagi |
| ------- | ---------------- | ----- | ----- |
| 1       | Marie-José Pérec | 23,21 |       |
| 2       | Regula Aebi      | 23,38 |       |
| 3       | Sabine Tröger    | 23,70 |       |
| 4       | Jennifer Stoute  | 23,79 |       |
| 5       | Tatjana Papilina | 23,80 |       |
| 6       | Sisko Hanhijoki  | 34,05 |       |